# Johnson Cann
Johnson Robin ('Joe') Cann (né le 18 octobre 1937) est un géologue britannique.

## Jeunesse et éducation
Cann fait ses études à la St Albans School, Hertfordshire et au St John's College, Cambridge, où il obtient un BA de première classe en 1959 et une maîtrise en 1961. Il obtient un doctorat au Département des sciences de la Terre à Cambridge en 1962, où il étudie avec Cecil Edgar Tilley. Il reste ensuite au St John's College en tant que chercheur postdoctoral, mais effectue également des périodes d'études à l'Office of Naval Research szq États-Unis et en tant qu'officier scientifique principal au département de minéralogie du Natural History Museum de Londres .

## Carrière académique
Il est nommé chargé de cours à la School of Environmental Science de l'Université d'East Anglia (UEA) en 1965. Il est promu lecteur en 1973 mais part peu de temps après pour devenir professeur JB Simpson de géologie à l'Université de Newcastle upon Tyne .
À la suite d'une réorganisation des sciences de la Terre dans les universités britanniques résultant du rapport du Comité des subventions universitaires de 1987 sur le renforcement des sciences de la Terre universitaires, Cann part à l'Université de Leeds où il est président de l'École des sciences de la Terre de 1989 à 1995 . Alors qu'il est professeur à Leeds, il occupe également un poste de chercheur invité à l'Institut océanographique de Woods Hole aux États-Unis . En 1987, il lance, puis dirige, la British Mid-Ocean Ridge Initiative (BRIDGE) du Natural Environment Research Council, une importante enquête britannique sur la création de la croûte terrestre dans les océans profonds.
Pour ses contributions à la recherche, Cann reçoit le diplôme de ScD en 1984, la médaille Murchison de la Société géologique de Londres en 1990 et est élu membre de la Royal Society (FRS) en 1995 ,.